# 定遠館

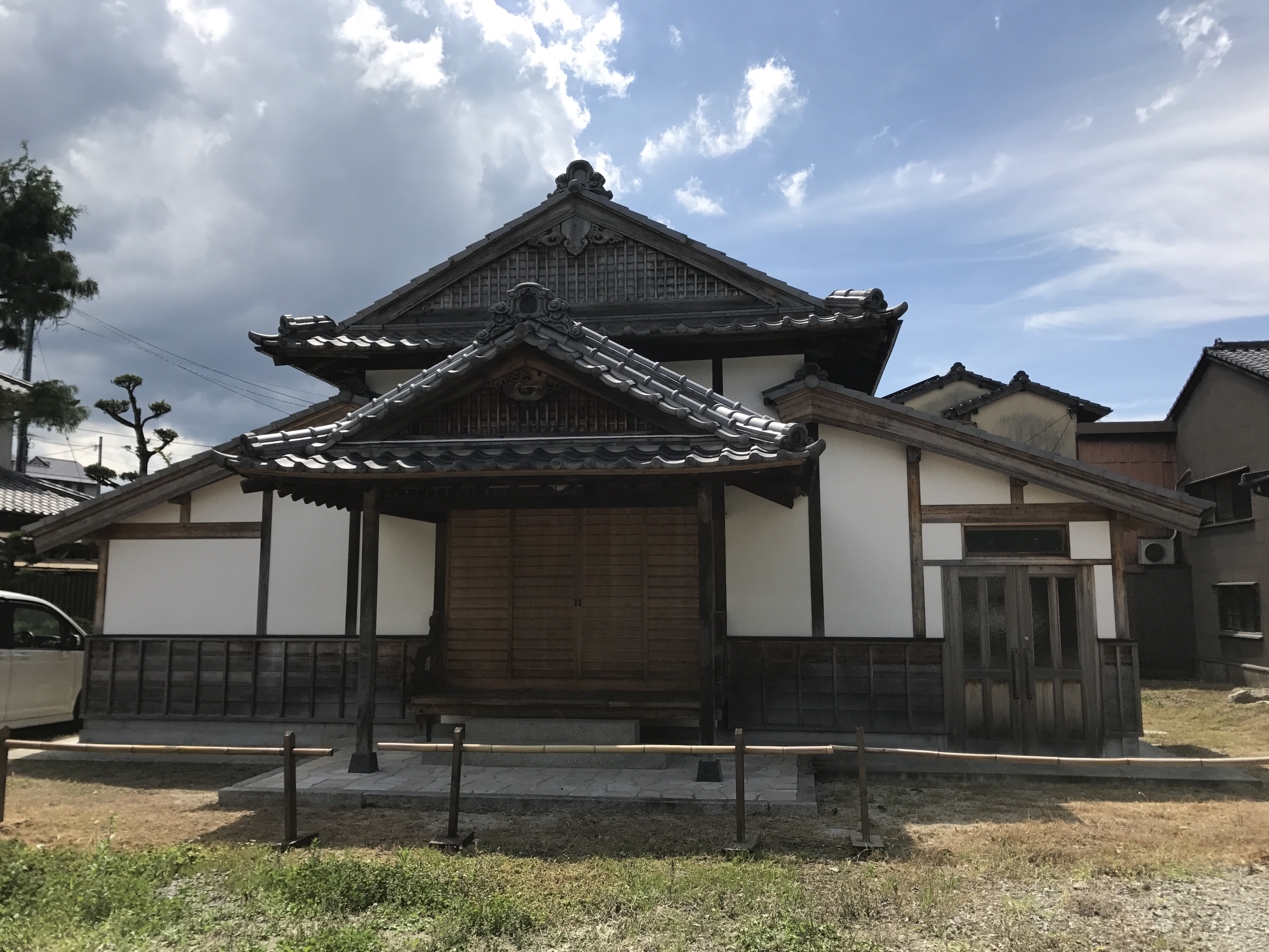
太宰府天満宮の定遠館

定遠館（ていえんかん）は、福岡県太宰府市の太宰府天満宮の境内にある建築物。日清戦争における清国北洋艦隊の旗艦「定遠」の部材を用いて建てられた。

## 概要
1894年7月25日の豊島沖海戦から日清戦争（宣戦布告は8月1日）が始まったが、その清国北洋艦隊の旗艦が「定遠」である。
黄海海戦（1894年9月17日）後、威海衛で防衛にあたっていた定遠は、1895年2月5日に雷撃を受けて擱座。日本軍による鹵獲を避けるために同年2月10日に自沈した。同2月12日、清国北洋艦隊との海戦に勝利した日本海軍は、イギリス東洋艦隊のフリーマントル司令官を証人とし、北洋艦隊を武装解除し全ての武器弾薬を引き渡すことを条件に清国海軍の降伏を認めた。
日清戦争後、太宰府天満宮の神職であり衆議院議員でもあった小野隆助は、定遠の引き揚げを大本営宛に求め、1896年3月6日にその許可が降りた。およそ1年をかけて引き揚げた小野隆助は、自邸内に定遠の部材を用いて記念の館を建てた。
一時期、地元の民間会社の所有物になっていたが、太宰府天満宮が買い取り、以後、職員住宅としても使用されていた。
ボートのオールが縁側の下の部材と使用されていたり、玄関口には装飾品として使用されているものもある。また、駐車場の門扉は装甲鉄板を使っており、海戦時の砲弾が炸裂した痕が残ったままとなっている。

## 年表
- 1902年 菅公会（菅原道真の顕彰会）会長の黒田侯爵の宿舎になる
- 1903年 東伏見宮依仁親王から「定遠館」の額を下賜される